# Shohei Moriyasu
Shohei Moriyasu (森保 翔平 Moriyasu Shohei?, nacido el 17 de agosto de 1991 en Hiroshima) es un exfutbolista japonés. Jugaba de defensa y su único club fue el Kamatamare Sanuki de Japón.

## Trayectoria

### Clubes
| Club              | País  | Año         |
| ----------------- | ----- | ----------- |
| Kamatamare Sanuki | Japón | 2014 - 2015 |

## Estadística de carrera

### J. League
| Club              | Año   | J. League | J. League | Copa J. League | Copa J. League | Total | Total |
| Club              | Año   | Part.     | Goles     | Part.          | Goles          | Part. | Goles |
| ----------------- | ----- | --------- | --------- | -------------- | -------------- | ----- | ----- |
| Kamatamare Sanuki | 2014  | 1         | 0         | -              | -              | 1     | 0     |
| Kamatamare Sanuki | 2015  | 0         | 0         | -              | -              | 0     | 0     |
| Total             | Total | 1         | 0         | 0              | 0              | 1     | 0     |